# كيت بيلينجهام
كيت بيلينجهام (بالإنجليزية: Kate Bellingham)‏ هي مهندسة ومقدمة تلفزيونية بريطانية، ولدت في 1963.

## وصلات خارجية
- كيت بيلينجهام على موقع IMDb (الإنجليزية)